# André Bloc
André Bloc (Algeri, 23 maggio 1896 – Nuova Delhi, 8 novembre 1966) è stato un architetto, scultore e pittore francese, fondatore e direttore della rivista Architecture d'Aujourd'hui. Tra le sue opere più significative, l'edificio dell'Ambasciata francese a Teheran.

## Biografia
Nato ad Algeri, già nel 1898 si trasferì in Francia. Studiò ingegneria, ma l'incontro con Le Corbusier, nel 1921, lo spinse ad appassionarsi all'architettura.
A partire dal 1940 si interessò alla scultura, creando le sue prime grandi opere a Parigi tra il 1949 e il 1956. Nel 1951, assieme ad altri artisti, tra cui Jean Dewasne, Etienne Bóthy, Jean Gorin, Félix Del Marle, Edgard Pillet, Victor Vasarely e Nicolas Schöffer, fondò il gruppo "Espace", che si proponeva di introdurre i principi del costruttivismo e del neoplasticismo nell'urbanistica.
Nel 1958 si fece costruire una casa-atelier da Vittoriano Viganò a San Felice del Benaco (Brescia). Conosciuta come "Casa La scala", appunto per l'imponente scala che collega l'edificio con la darsena a lago, oggi è uno degli edifici più famosi e studiati dell'architetto italiano.
Nel 1959 partecipò all'esposizione documenta 2 a Kassel.
Nel 1962 partecipò, insieme ai più importanti scultori internazionali dell'epoca, alla mostra Sculture nella città organizzata da Giovanni Carandente nell'ambito del V Festival dei Due Mondi a Spoleto. Presentò due sculture: Double Superposition del 1958 in ferro polito e  Sculpture Fontaine del 1962 in rame, ottone e metallo bianco.